# Euploea jacobseni
Euploea jacobseni är en fjärilsart som beskrevs av Johannes Karl Max Röber 1891. Euploea jacobseni ingår i släktet Euploea och familjen praktfjärilar. Inga underarter finns listade i Catalogue of Life.